# إيفا سيسوليك
إيفا سيسوليك (بالمجرية: Csulik Éva)‏ (من مواليد 5 أبريل 1954 في بيكيسكسابا) هي لاعبة كرة يد مجرية سابقة وحاصله على الميدالية البرونزية في بطولة العالم عام 1975. كانت أيضًا عضوًا في الفريق المجري الذي احتل المركز الرابع في الألعاب الأولمبية الصيفية 1980 . لعبت في جميع المباريات الخمس وسجلت أحد عشر هدفا.

## روابط خارجية
- إيفا سيسوليك على موقع أوليمبيديا (الإنجليزية)